# Gromada (film)
Gromada – polski film obyczajowy, należący do tzw. produkcyjniaków, z 1952 roku w reżyserii Jerzego Kawalerowicza.

## Treść
Akcja filmu toczy się w ubogiej polskiej prowincji tuż po II wojnie światowej. We wsi niepodzielną władzę sprawuje zły i nikczemny młynarz, który jako najbogatszy gospodarz i właściciel jedynego młyna w okolicy bezwzględnie eksploatuje ubogą ludność. Małorolni chłopi postanawiają wówczas wybudować własny młyn spółdzielczy i w ten sposób uniezależnić się od wyzyskiwacza. Młynarz i wspierający go bogaci chłopi (kułacy) usiłują na różne sposoby sabotować budowę. Mimo ich wysiłków nowy młyn w końcu powstaje. Zdesperowany młynarz, upiwszy się pewnej nocy, postanawia zaorać drogę prowadzącą do nowego młyna. Wówczas do akcji wkracza milicja, która aresztuje go za zniszczenie publicznej drogi. Chłopi z pomocą robotników odbudowują ją.
Na tle wątku walki klasowej, toczy się równolegle wątek obyczajowy.

## Obsada
- Ludwik Benoit – Stangret
- Marian Lupa – Wojciech
- Mieczysław Pawlikowski – młynarz
- Karol Podgórski – Paweł
- Barbara Rachwalska – Magda
- Barbara Jakubowska – Maryśka
- Janusz Paluszkiewicz – Krychal
- Wojciech Pilarski – Mazur
- Karol Ocetkiewicz – Łysy
- Wojciech Siemion – wiejski chłopak
- Władysław Dewoyno – Zygmunt, pomocnik młynarza
- Marian Cebulski – towarzysz z województwa w sprawie budowy młyna
- Wiktor Nanowski – towarzysz Bryła, sekretarz powiatowy partii
- Ryszard Zaorski
- Józef Pilarski
- Joanna Makówczyńska
- Jerzy Nowacki
- Janusz Ściwiarski – kułak Józef
- Bolesław Mierzejewski – szwagier młynarza, sekretarz sądu
- Janusz Wawszczyk – Pietrek, syn Magdy
- Eufemia Walczyk – żona Wojciecha
- Tadeusz Teodorczyk – komendant MO
- Maria Kierzkowa
- Zofia Lubartowska-Brodacka – żona Mazura
- Józef Daniel
- Kazimierz Dejunowicz – Stanisław Kaliński z hipoteki
- Stanisław Milski – Jaglik, sekretarz "Samopomocy"
- Antoni Rycharski – Dudziak

## Zdjęcia
- Radziszów